# Aalter-Brug
Aalter-Brug is een woonkern in de Belgische gemeente Aalter, gelegen in het noorden van de gemeente. Het wordt doorsneden door het kanaal Gent-Brugge, rijksweg Aalter-Maldegem en ongeveer een halve eeuw lang door de tramlijn van Eeklo (1900) naar Tielt (1887).

## Geschiedenis

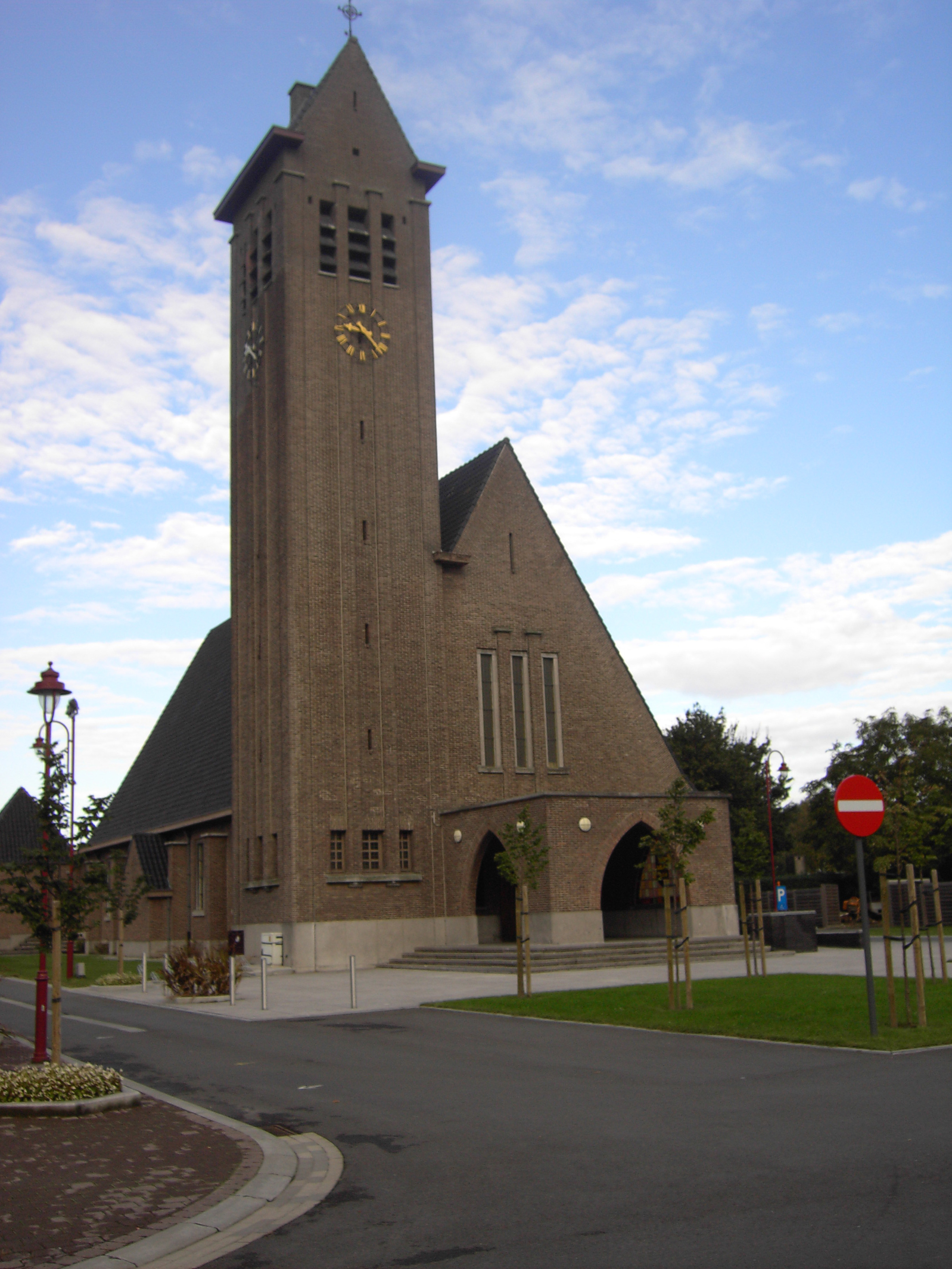
De kerk van Aalter-Brug.

In Aalter-Brug zijn vondsten gedaan uit de prehistorie, onder andere een cultusplaats uit de ijzertijd, en sporen van middeleeuwse bewoning. In Aalter-Brug bevond zich het zogenaamde Woestijnegoed, verblijfplaats van de heren van de Woestijne die gedurende het ancien régime heer waren van Aalter en Knesselare.

Dit gehucht van Aalter is ontstaan als halfweghalte op het vaartraject tussen Gent en Brugge. Zo was er reeds in 1624 een marktschip tussen Aalter en Gent. Geleidelijk aan kwamen er herbergen en afspanningen, gevolgd door algemene bewoning. In 1775 werd de eerste brug over het kanaal gelegd, de basis voor de naam van de woonkern. In 1938 kreeg Aalter-Brug een eigen kerk en werd in 1950 de zelfstandige Sint-Godelieveparochie.
Vanaf 2010 werd ten oosten van Aalterbrug het bedrijventerrein Woestijne aangelegd op agrarisch gebied. Het historische hoevecomplex Woestijnegoed, waarvan de huidige bebouwing van 1895 dateert, wordt waarschijnlijk in het bedrijventerrein geïntegreerd.

## Bezienswaardigheden
- De Sint-Godelievekerk

## Natuur en landschap
Aalter-Brug ligt aan de noordoever van het Kanaal Gent-Brugge. De plaats wordt doorsneden door de drukke N44. Ten oosten van Aalter-Brug is een bedrijventerrein(Woestijne) in ontwikkeling. De hoogte van de plaats bedraagt ongeveer 10 meter.

## N44
Voor de aanleg in 1959 van de drukke N44 liep het doorgaand verkeer, komende van Eeklo en Ursel, door het dorp langs de Sint-Godelievestraat (voorheen Weststraat). Met een klein bruggetje (afgebroken in 1977) over het kanaal en verder via de Brugstraat naar Aalter. In 1983 is de weg Aalter-Maldegem breder geworden van 2 naar 4 rijvakken en kwam er een tweede grote brug. Aan het kanaal Gent-Brugge was er al heel vroeg economische bedrijvigheid, het lag mee aan de basis van de nu bestaande bedrijvenzone(s).

## Nabijgelegen kernen
Aalter, Maria-Aalter, Knesselare, Ursel
Deelgemeenten: Aalter · Bellem ·  Knesselare · Lotenhulle · Poeke · Ursel

Overige dorpen, gehuchten en straten: Aaltebei · Aalter-Brug · Bellembrug · Buntelare · De Plaats · Eentveld · Karmenhoek · Lange Dronk · Loveld · Maria-Aalter · Onderdale · Overleie · Stationsstraat · Stuivenberg · Vinken · Vrekkem · Westvoorde

Belgische gemeenten · Arrondissement Gent · Oost-Vlaanderen · Vlaanderen